# Hyundai Xcient
Le Hyundai Xcient est un camion sud-coréen fabriqué par Hyundai Motor Company. Il a été présenté au Seoul Motor Show 2013 en tant que successeur de Hyundai Trago. 

## Configuration et technologie
Tous les véhicules utilitaires Hyundai antérieurs étaient soit basés sur des modèles de la marque Mitsubishi Fuso Truck et Bus Corporation, soit sur le design japonais, comme son prédécesseur, Trago. Le Xcient a été développé pendant 3 ans pour un coût de 200 milliards de won. Comparé à son prédécesseur, il dispose d'un espace cabine accru et d'un équipement de confort du conducteur modernisé. 
Lors de son introduction, Hyundai propose deux variantes de moteur, un moteur diesel de 10,1 litres (injection à rampe commune) de 414 chevaux et une version haut de gamme de 12,7 litres de 520 chevaux. Le Xcient est disponible avec des puissances de moteur allant de 360 à 520 ch dans les variantes Euro III et Euro IV, avec une transmission à double embrayage à 12 ou 16 vitesses.  L'Xcient offre un volume intérieur total de plus de 1 000 litres pour la version de toit de 3,92 mètres de hauteur. 
Une version autonome de niveau 3 est en cours de développement par Hyundai. 

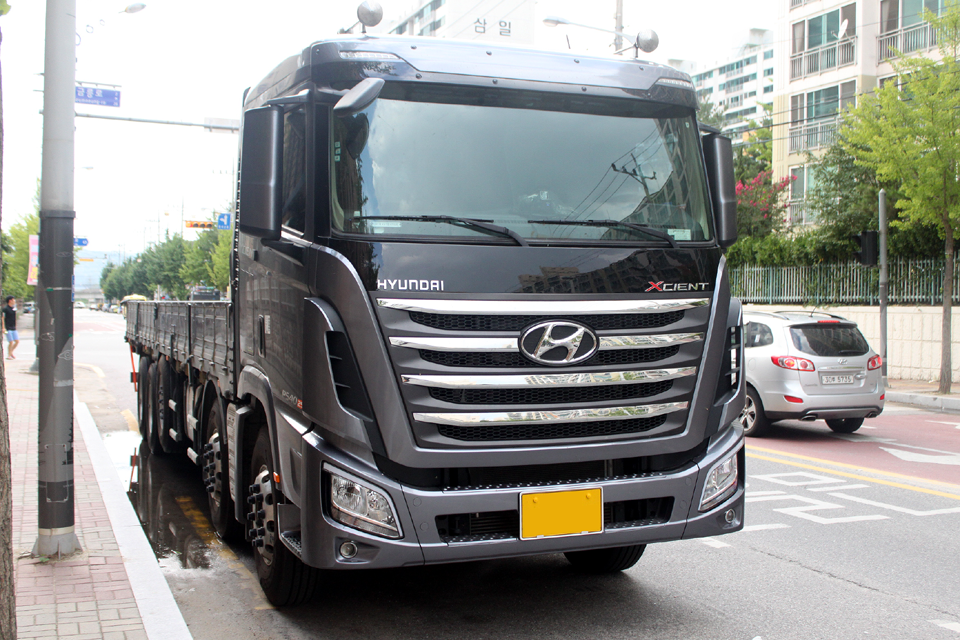
Hyundai Xcient Cargo euro6 540
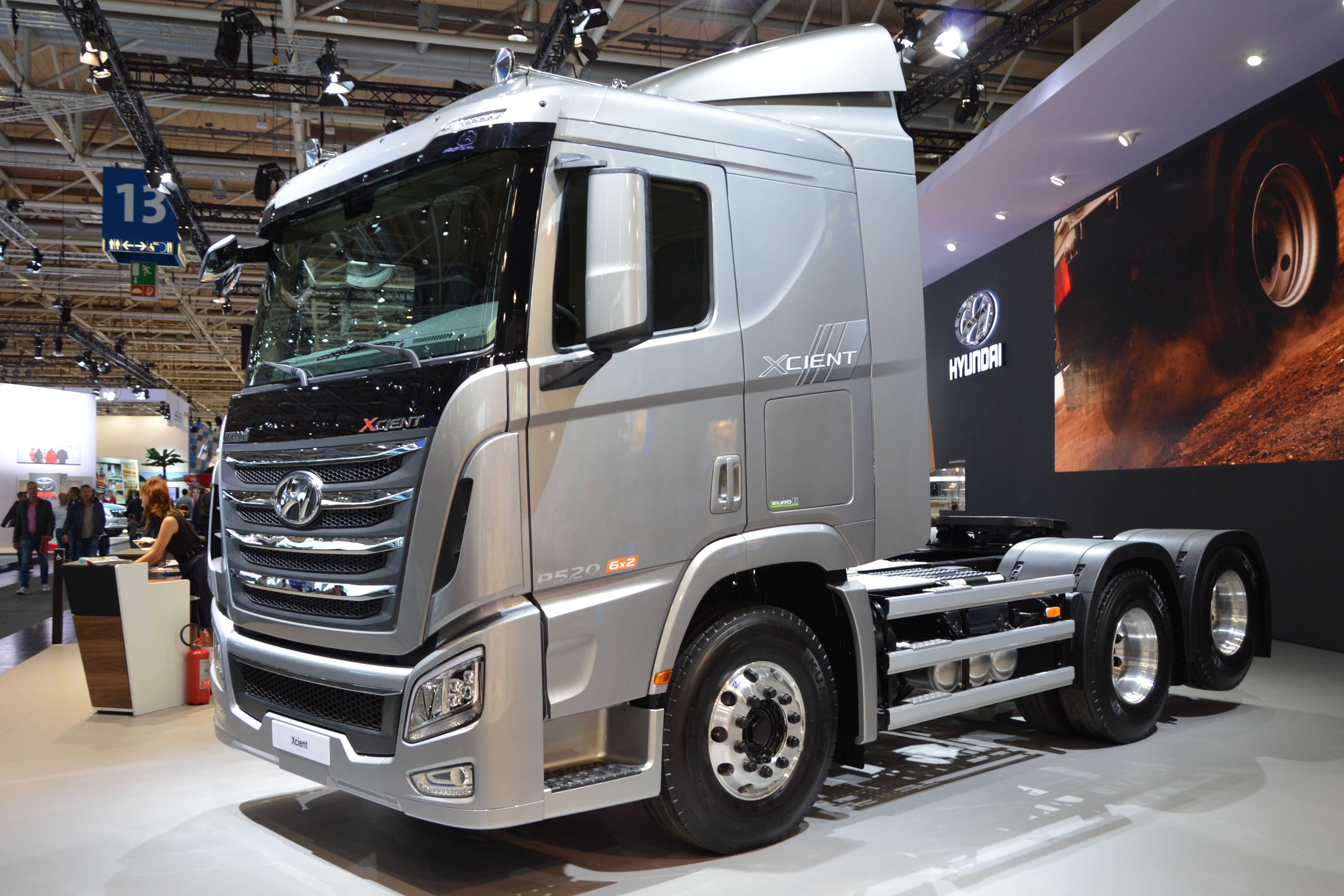
Hyundai Xcient 6x2 tractor
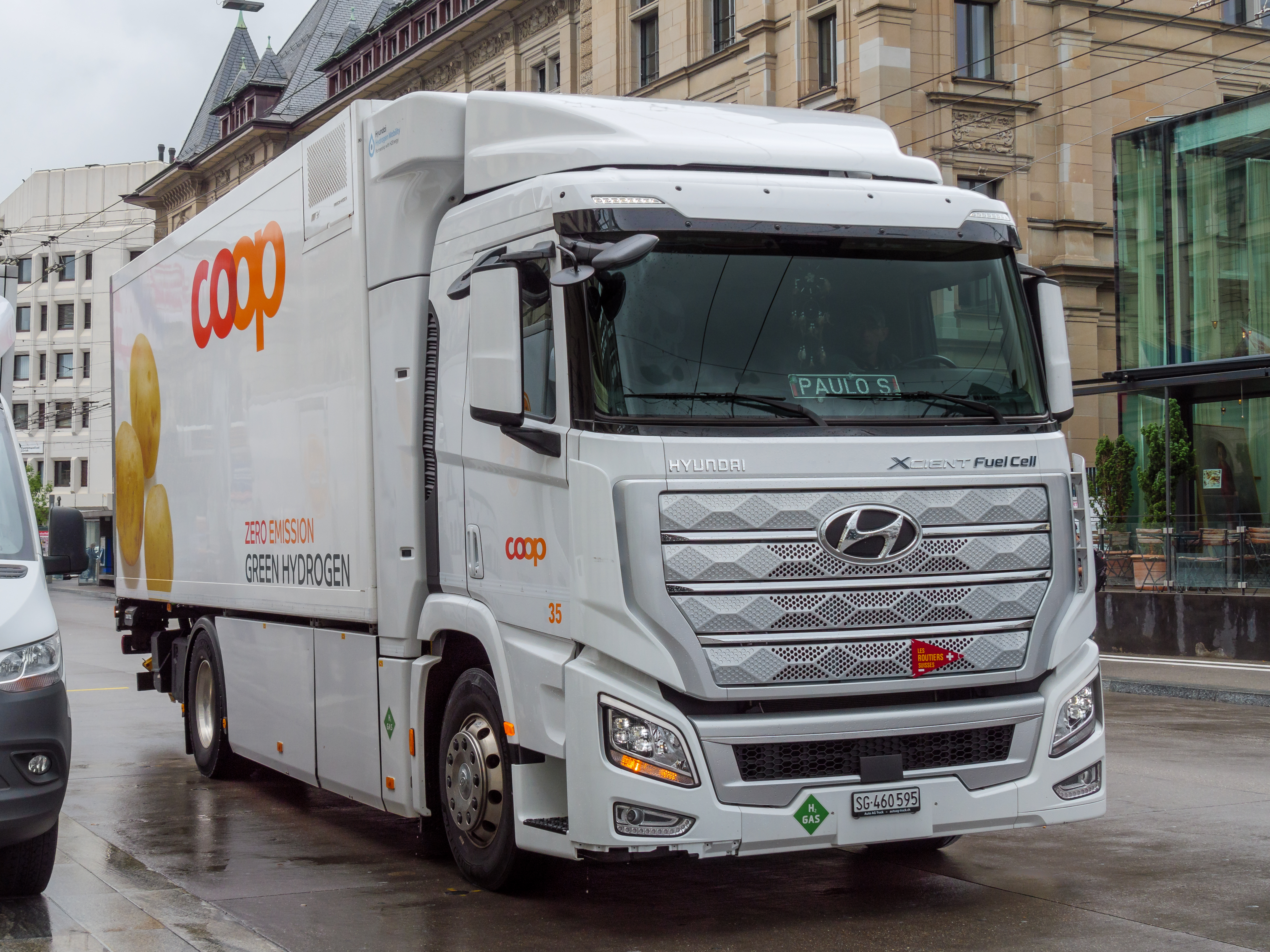
Hyundai Xcient Fuel Cell